# 企業號航空母艦 (CVN-80)
企業號航空母艦（英語：USS Enterprise，舷號CVN-80），是福特級核動力航空母艦的三號艦。原本尚未決定艦名的CVN-80是在2012年12月1日舊企業號退役儀式中，由正在外訪的美國海軍部長雷·馬布斯（Ray Mabus）以先行錄製的影片宣佈CVN-80將襲用此一傳奇艦名，成為美國海軍史上第三艘企業號航空母艦，與第九艘使用該名的軍艦。
預計於2025年下水、2028年時正式服役的企業號，預定用於取代屆時已服役超過50年的尼米茲級核動力航空母艦二號艦——艾森豪號（USS Dwight D. Eisenhower CVN-69）。

## 艦名由來
舷號CVN-80的艦名「企業號」是承襲自美國海軍與全球第一艘核動力航空母艦、舷號CVN-65的第二代企業號航空母艦，而後者的艦名則是襲用自二戰期間聞名、舷號CV-6的傳統動力航空母艦企業號。在第一代企業號航空母艦之前，美國海軍曾操作過六艘使用「企業號」為名的其他軍艦，因此CVN-80是使用此艦名的第九艘。